# Fonds podcast Natif
Le fonds podcast natif est un fond crée par France Culture et la Société des auteurs et compositeurs dramatiques en 2017 pour financer la production de podcast de fiction audio. 
Le fond sélectionne entre 5 et 7 productions par an et dote sa réalisation d'une aide de 10 000 euros.

## Productions les plus écoutées

### L’Incroyable expédition de Corentin Tréguier au Congo
- 1 064 462 écoutes en octobre 2020[3].
- Synopsis : Paris, 1872. Corentin Tréguier, officier sans talent militaire mais passionné de botanique, est choisi pour diriger une expédition secrète afin de retrouver le Pr Delescluze, un grand scientifique français disparu pendant une mission sur les rives du fleuve Congo…

### Projet Orloff
- 1 060 164 écoutes en octobre 2020[3].
- Synopsis : en mai 1981, François Mitterrand est élu Président de la République. Le SDECE (service de renseignement extérieur français de l’époque qui deviendra la DGSE en 1982) passe alors sous pavillon socialiste, et Matthieu Fouché, son nouveau directeur, est chargé d’y mettre de l’ordre. À peine a-t-il pris son poste, qu’Hector Créange, l’agent de liaison de la principale source de renseignements soviétique, nom de code Orloff, disparaît…

### L'Appel des abysses
- 748 727 écoutes en octobre 2020[3].
- Synopsis : Après la catastrophe, deux mondes s’affrontent pour leur survie… Depuis la montée des eaux, l’océan sépare l’élite financière, recluse dans une cité immergée, des laissés-pour-compte de la surface. Marin, élevé à l’air libre, découvre qu’il aurait dû grandir dans les abysses. Il doit désormais choisir entre ses origines et sa famille d’adoption.